# Srednjoeuropski istraživački institut Soeren Kierkegaard
Srednjoeuropski istraživački institut Soeren Kierkegaard (Central European Institute Søren Kierkegaard) nastao je poslije 4. međunarodnog filozofskog simpozija Miklavža Ocepka, kojega je KUD Apokalipsa organizirao u lipnju 2013. godine u počast dvjestote obljetnice rođenja Soerena Kierkegaarda. Poticaj za ostvarenje dao je dr. Primož Repar koji se cjeloživotno obvezao proučavanju misli »početnika egzistencijalizma« te je ujedno prvi sustavno prevodio njegova djela s danskog izvornika na slovenski jezik i prvi je doktorand na njegovom djelu. U toj jubilarnoj Kierkegaardovoj godini to je bio jedan od najvećih jednokratnih događaja (55 predavanja, 80 događaja). Nadahnut Kierkegaardovom mišlju Institut od tad gaji misao »egzistencijalnog obrata« i »nove oikonomije odnosa« kao i etiku skrbi za drugoga/bliskog. 
Posebnost instituta je široko postavljen stvaralački plan. Ne samo što proučava njegove misli, srednjeeuropski kontekst toga, nego i Kierkegaardovu misao posvećenu razvoju filozofskog egzistencijalizma, interdisciplinarni dijalog domaćih, srednjoeuropskih i svjetskih opsega na različitim stvaralačkim područjima od filozofije, teologije, prirodoslovlja i literarne znanosti, psihoanalize, studija spolova, antropologije, estetike i slično, pa sve do kreativnih područja kao što su poezija, fotografija i strip. Ta neovisna organizacija civilnog društva premašuje uski akademski značaj. Organizirana je u tri kruga, prva dva čini 49 sekcija kao samoupravne stvaralačke sastavnice, a koje djeluju u duhu egzistencijalne komunikacije te predlažu izvedbu programa trećeg kruga i prema svojim mogućnostima pomažu ostvariti program instituta, organizirati događanja i slično. Radi se o svjetskoj umreženosti žive kulture – »duh se širi, gdje hoće«. Sve programe koordinira dr. Primož Rupar, koji je ujedno i direktor instituta od njegovog osnivanja. 
Institut zajedno s KUD Apokalipsa svake godine organizira međunarodne konferencije i radionice, tj. programe pod imenom »Kierkegaardova godina«. Konferencije se od samih početaka organiziraju u Cankarjevom domu u Ljubljani u sudjelovanju s organizacijom, gdje se aktualizira Kierkegaardova misao o pojedinoj problematičnoj temi suvremenog društva i duhovnog stanja u svijetu. U popratnom programu slijede i drugi stvaralački događaji, od filozofskih kvizova do kazališnih predstava, literarnih, glazbenih i slikarskih događaja te od fotografskih do stripovskih izložbi, projekcija i slično.   
Kierkegaardov institut u Ljubljani produbio je srednjoeuropski »duhovni« dijalog,  skrbi za promociju Kierkegaardovih istraživanja i potiče nova prema stvaralačkim mogućnostima te inicijativama u domaćem, srednjoeuropskom i svjetskom mjerilu. Od svog osnivanja ostvario je više od 500 predavanja u Sloveniji i Europi. Blisko sudjeluje sa sličnim institucijama u svijetu, osobito s Kierkegaardovim krugom Sveučilišta u Torontu, s kojim je bio suorganizator nastupa na području o Kierkegaardu na 24. svjetskom kongresu filozofije u Pekinguu 2018. godine. Od 2016. godine Toronto i Ljubljana skupa izdaju posebnu podzbirku Kierkegaardovih monografija na engleskom jeziku. Urednici podzbirke su Darko Štrajn iz Slovenije i Jana Koteska iz Sjeverne Makedonije, koja je i članica njihove Akademije znanosti i umjetnosti.  
Srednjoeuropski istraživački institut Soeren Kierkegaard uz izdavačku kuću KUD Apokalipsa izdaje i stručne monografije s godišnjih skupova, simpozija, konferencija i radionica na slovenskom i engleskom jeziku. Dosad su objavili 13 takvih izdanja, u suradnji sa srodnim institutom i kanadskim pristašama (CERI – SK Nitra, Slovačka, Kierkegaard Circle) izdali su i jednu od publikacija Acta Kierkegaardiana Suppliment. Institut je u suradnji sa svojim partnerima izdao oko 50 različitih knjiga na slovenskom, engleskom, slovačkom i češkom jeziku.  
Godine 2023. Institut će osim monografske zbirke (uz Toronto) početi sustavno izdavati Kierkegaardova djela i u slovenskom izdanju u novo osnovanoj zbirci SKUPI (Kierkegaardova ultimativna produkcija). 
Godine 2019. Institut je osnovao i međunarodnu filozofsku školu egzistencijalne filozofije na otoku Unije u Hrvatskoj, koja je namijenjena ljetnim školama mladih i poticanju Kierkegaardove misli. 

## Vanjske poveznice
- Službeno mrežno mjesto  Arhivirana inačica izvorne stranice od 4. kolovoza 2021. (Wayback Machine)